# مايكل ألباسيني
مايكل ألباسيني مواليد 20 ديسمبر 1980 في سويسرا، هو دراج سويسري في صنف سباق الدراجات على الطريق. شارك في دورة الألعاب الأولمبية الصيفية.

## سجل النتائج

### سباقات أو مراحل فاز بها
- طواف إسبانيا
- طواف سويسرا

### المراكز
- حقق المركز الـ 4 في طواف بولندا 2010
- حقق المركز الـ 4 في طواف عمان 2011

### سباقات أو مراحل فاز بها
| التاريخ        | السباق                                                        | المركز                  |
| -------------- | ------------------------------------------------------------- | ----------------------- |
| 04 أغسطس 2002  | 2002 European Road Cycling Championships Men U23 RR           | الفائز في التصنيف العام |
| 22 أغسطس 2004  | 2004 Züri-Metzgete                                            | الخامس في التصنيف العام |
| 07 أكتوبر 2004 | باريس بورج 2004                                               | التاسع في التصنيف العام |
| 19 يونيو 2005  | طواف سويسرا 2005                                              | العاشر في تصنيف النقاط  |
| 01 يناير 2006  | طواف سويسرا 2006                                              | الأول في تصنيف الجبال   |
| 10 سبتمبر 2006 | جي بي دي فورميس 2006                                          | الثالث في التصنيف العام |
| 17 فبراير 2008 | 2008 تور ميديترانين                                           |                         |
| 05 أبريل 2008  | جائزة ميغيل إندوراين 2008                                     | الثاني في التصنيف العام |
| 12 أبريل 2008  | طواف إقليم الباسك 2008                                        | التاسع في تصنيف النقاط  |
| 23 أبريل 2008  | فليش والون 2008                                               | السابع في التصنيف العام |
| 08 يونيو 2008  | طواف لوكسمبورغ 2008                                           |                         |
| 12 يوليو 2009  | طواف النمسا 2009                                              | الفائز في التصنيف العام |
| 01 يناير 2010  | طواف بريطانيا 2010                                            | الفائز في التصنيف العام |
| 09 أبريل 2011  | طواف إقليم الباسك 2011                                        | الأول في تصنيف الجبال   |
| 29 مايو 2011   | طواف بايرن 2011                                               |                         |
| 05 يونيو 2011  | 2011 غروسر برايس ديس كانتونس أرجو                             | الفائز في التصنيف العام |
| 25 مارس 2012   | فولتا كاتالونيا 2012                                          | الفائز في التصنيف العام |
| 24 يونيو 2012  | 2012 Switzerland National Road Cycling Championships - Men RR |                         |
| 06 يونيو 2013  | 2013 غروسر برايس ديس كانتونس أرجو                             | الفائز في التصنيف العام |
| 29 يونيو 2014  | 2014 Switzerland National Road Cycling Championships - Men RR |                         |
| 18 سبتمبر 2014 | طواف فيرزين 2014                                              | الفائز في التصنيف العام |
| 11 يونيو 2015  | غروسر برايس ديس كانتونس أرجو 2015                             |                         |
| 01 مايو 2016   | طواف روماندي 2016                                             | الأول في تصنيف النقاط   |
| 13 سبتمبر 2017 | 2017 Coppa Ugo Agostoni                                       | الفائز في التصنيف العام |
| 24 مايو 2018   | طواف ديف يغد 2018                                             | الفائز في التصنيف العام |

## وصلات خارجية
- الموقع الرسمي

## روابط خارجية
- مايكل ألباسيني على موقع الاتحاد الدولي للدراجات (الإنجليزية)
- مايكل ألباسيني على موقع أرشيف الدراجات (الإنجليزية)
- مايكل ألباسيني على موقع إحصائيات الدراجات الإحترافية (الإنجليزية)
- مايكل ألباسيني على موقع نسبة الدراجات (الإنجليزية)
- مايكل ألباسيني على موقع CycleBase (الإنجليزية)
- مايكل ألباسيني على موقع اللجنة الأولمبية الدولية (الإنجليزية)
- مايكل ألباسيني على موقع أوليمبيديا (الإنجليزية)